# Alex Magnum
Alex Magnum è una serie a fumetti ideata e realizzata nel 1985 da Enrique Sánchez Abulí e Geniès, ovvero Alfredo Sommer.

## Storia editoriale
La serie sarebbe dovuta essere pubblicata sulla rivista Metropol ma venne poi pubblicata sulla rivista spagnola Zona 84 nella seconda metà degli anni ottanta e in Italia sulla rivista Torpedo nel 1990. La serie è costituita da 22 episodi. In Spagna nel 2010 venne pubblicato dalla Glénat il volume antologico omonimo con tutti gli episodi.

## Trama
Alex Magnum è un agente della polizia di Metropol dove violenza e corruzione sono la norma; opera spesso nel Ghetto, zona malfamata della metropoli.